# Memory, Sorrow, and Thorn
Memory, Sorrow, and Thorn (cu sensul de Memorie, întristare și spin) este o trilogie epică fantasy de Tad Williams, care cuprinde romanele The Dragonbone Chair (1988), Stone of Farewell (1990) și To Green Angel Tower (1993). To Green Angel Tower a fost publicată și sub forma a două volume, astfel încât Memory, Sorrow, and Thorn este uneori considerată a fi mai repede o tetralogie decât o trilogie. Nu a fost încă tradusă în limba română.

## Lumea dinMemory, Sorrow, and Thorn
Acțiunea trilogiei are loc pe un continent numit Osten Ard, printre ai cărui locuitori se numără Sithi (nemuritori asemănători elfilor), Qanuc (munteni asemănători trollilor) și alte rase, printre care și câteva națiuni umane distincte. Noile cuceriri ale regelui Ioan Presbiterul (numit și Prester John) duc la unificarea oamenilor sub o singură conducere. Cu toate acestea, la începutul primei cărți, primul cuceritor este prea bătrân și prea slab pentru a înăbuși cearta fiilor săi. Deoarece conflictul se întinde în întreaga lume și dincolo de ea, un tânăr orfan se luptă să înțeleagă suficient pentru a supraviețui.
Lumea și povestea trilogiei se bazează pe diferite surse, de la istorie la folclor. Câteva trăsături ale personajelor reflectă legende britanice și nu numai (de exemplu, Regele Artur și Sir Lancelot, Alfred cel Mare, Baba Iaga sau Amaterasu). Dominanții Erkynlander se aseamănă cu englezii medievali, având nume asemănătoare celor anglo- saxone/biblice. Celelalte popoare din Osten Ard au, de asemenea, paralele identificabile în lumea reală, în ceea ce privește numele, cultura și limbile lor native:
- Hernystiri: Irlanda/Scoția /Țara Galilor
- Rimmersmen: cultura nordului și a primelor popoare germanice
- Nabbanai: Imperiul Roman antic, cel medieval Bizantin și Renașterea italiană
- Thrithings: călăreți nomazi din stepă ca maghiarii, Kipchak sau mongolii
- Qanuc: Inuiți (laponi)
- Wrannamen:  popoarele indigene din Africa/Australia/Asia/America
- Sithi/Norns: Japonia

De asemenea, în ciuda ecourilor persistente politeiste ale mitologiei germanice și celtice, principala religie umană este o versiune fantezistă reinventată a creștinismului amestecată cu mitologia nordică; personajul principal al acestei religii, Usires Aedon, fiind executat prin bătaie în cuie și legat cu susul în jos de un copac, lucru care amintește de răstignirea lui Hristos și de legarea lui Odin de copacul-lume Yggdrasil.

## Legături externe
- Tad Williams discusses The Dragonbone Chair Arhivat în 16 iunie 2011, la Wayback Machine., Stone of Farewell Arhivat în 17 mai 2011, la Wayback Machine., and To Green Angel Tower Arhivat în 16 iunie 2011, la Wayback Machine..